# COFEE
Computer Online Forensic Evidence Extractor (COFEE) — модифицированный USB флэш-накопитель производства Корпорации Майкрософт, предназначенный для быстрого извлечения с компьютера подозреваемого улик, которые могут доказать его вину в IT-преступлении. Для активации устройства достаточно подключить его к USB-порту компьютера. Для управлением сбором материалов используются специальные команды (около 150 шт). Основное преимущество устройства — повышенная скорость сбора предполагаемых доказательств по сравнению с альтернативными методами (согласно оценкам Майкрософт, COFEE производит все необходимые операции всего за 20 минут, в то время как раньше на это требовалось 3-4 часа). Устройство позволяет взламывать пароли, просматривать Интернет-активность пользователя, а также анализировать данные, содержащиеся на компьютере, включая информацию, хранящуюся в оперативной памяти, которая автоматически удаляется при отключении питания во время транспортировки компьютера в лабораторию. В апреле 2009 года Майкрософт и Интерпол подписали соглашение о сотрудничестве, согласно которому Интерпол будет распространять COFEE среди правоохранительных органов в 187 странах. Майкрософт предлагает свои устройства и техническую поддержку бесплатно.

## История
COFEE был разработан Энтони Фангом (англ. Anthony Fung), бывшим полицейским из Гонконга, который в настоящее время работает старшим следователем в Microsoft’s Internet Safety Enforcement Team. Фанг придумал это устройство после выступления на конференции, посвящённой правоохранительным технологиям, при поддержке Майкрософт.

## Успех
COFEE уже проявило себя в апреле 2008 года, сыграв решающую роль в деле о торговле детской порнографией в Новой Зеландии, добыв доказательство, которое помогло арестовать подозреваемых.

## Доступность
6 ноября 2009 года ПО COFEE было обнаружено в открытом доступе на различных BitTorrent-трекерах.